# Conte di Fontao

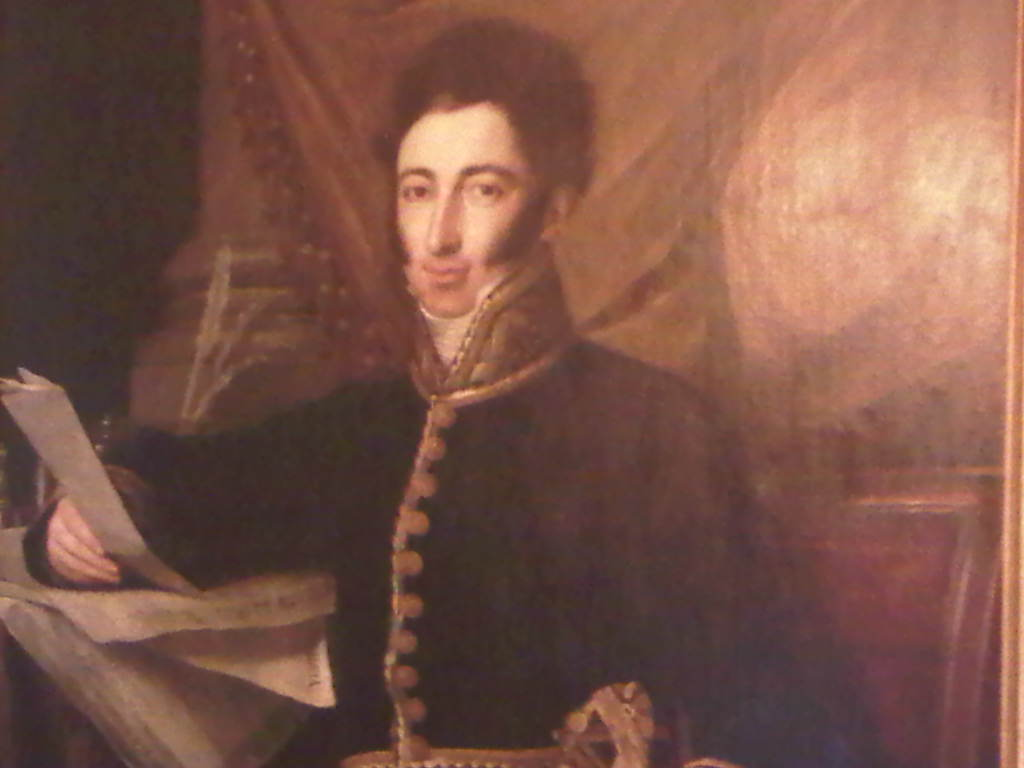
Ritratto del conte di Fontao, di José de Madrazo.

Il titolo di Conte di Fontao è un titolo creato da Isabella II l'8 gennaio 1840. Il nome si riferiva alla antica signoria di Fontao, che si trova nella parrocchia di Santa Cilia, nella città di Foz.
Il suo primo proprietario fu José María Moscoso de Altamira, il primo presidente della Senato.

## Conti di Fontao (1840)
- José María Moscoso de Altamira (1788-1854)
- Sofía Moscoso de Altamira (1818-1869)
- Alfredo Moreno Moscoso de Altamira (1843-1921)
- José Moreno Osorio (1868-1963)
- Alfredo Moreno Uribe (1902-1981)
- Pilar Moreno Uribe (1911-1993)
- José Manuel Romero Moreno (1940)